# X Cancri
X Cancri är en halvregelbunden variabel av SRB-typ i stjärnbilden Kräftan.
Stjärnan varierar mellan magnitud +5,69 och 6,94 med en period av 180 dygn.